# Корнишки циркус
Корнишкият циркус представлява няколкоетажен широко отворен на изток циркус разположен в Северен Пирин. На север е ограден от Янузов рид, на юг от Лишаув рид, а на запад от главното било на Северен Пирин - Дебели рид с върховете Хлевен и безименна кота (2639 метра). В циркуса са разположени едноименните езера.